# Stacy: Attack of the Schoolgirl Zombies
Pour plus de détails, voir Fiche technique et Distribution.
Stacy: Attack of the Schoolgirl Zombies (ステーシー, Stacy) est un film japonais réalisé par Naoyuki Tomomatsu, sorti en 2001. Il s'agit de l'adaptation d'un roman écrit par Kenji Ōtsuki en 1997.

## Synopsis
Dans un futur proche, une étrange malédiction semble toucher la plupart des jeunes filles de plus de 15 ans. D'abord atteintes d'une extrême gaieté constante (le Near Death Hapiness ou NDH), elles deviennent ensuite des Zombies avides de chair humaine. La seule façon de les tuer est alors de les découper en 165 morceaux. Un matin, une jeune fille se sachant atteinte du syndrome NDH rencontre un marionnettiste asocial.

## Fiche technique
- Titre : Stacy: Attack of the Schoolgirl Zombies
- Titre original : ステーシー (Stacy)
- Réalisation : Naoyuki Tomomatsu
- Scénario : Chisato Oogawara, d'après le roman de Kenji Ōtsuki
- Production : Naokatsu Itô et Hiromitsu Suzuki
- Musique : Tokustasu
- Photographie : Masahide Iioka
- Montage : Inconnu
- Pays d'origine : Japon
- Langue : Japonais
- Format : Couleurs - 1,78:1 - Stéréo - 35 mm
- Genre : Comédie horrifique
- Durée : 80 minutes
- Date de sortie : 18 août 2001 (Japon)
- interdit aux moins de 12 ans

## Distribution
- Youji Tanaka : Rokuyama
- Toshinori Omi : Shibukawa
- Masayoshi Nogami : Father
- Natsuki Kato : Eiko
- Tomoka Hayashi : Nozomi
- Yasutaka Tsutsui : Dr Inugami Sukekiyo
- Norman England : Jeff
- Yukijirō Hotaru
- Shirô Misawa
- Kenji Otsuki
- Hinako Saeki
- Donbei Tsuchihira
- Shungiku Uchida

## Autour du film
- Le film est parsemé de références, telles que l'unité d'élimination des zombies, baptisée Romero Repeat-Killers en référence au cinéaste George A. Romero, à qui l'on doit des films tels que La Nuit des morts-vivants (1968), Zombie (1978), ou encore le récent Territoire des morts (2005). Autre référence, la tronçonneuse Bruce Campbell's Right Hand 2, qui est bien évidemment une référence à l'acteur Bruce Campbell et son personnage de Ash, armé d'une telle arme dans la trilogie des Evil Dead.